# スターと飛び出せ歌合戦
『スターと飛び出せ歌合戦』（スターととびだせうたがっせん）は、1968年4月1日から1970年6月30日まで日本テレビ系列で放送されていた読売テレビ製作の公開歌謡番組である。当初はモノクロ放送だったが、1968年8月12日又は同月26日からカラー放送を開始した。

## 概要
前番組『アベック歌合戦』をリニューアルした視聴者参加型の歌謡番組で、同様に日本各地の公会堂で公開放送を行っていた。また、引き続きトニー谷が司会を務めていた。
前番組との相違点としては、芸能人とそのファンがペアを組んで参加していたという点が挙げられる。また、ステージへの入場も、ステージ中央に設置された滑り台から入場する方式に変更されたが、歌に入る前のトニーとの「あなたのお名前なんてぇの」という問答は引き続き行われていた。
当初はエヴェレストヂャー（ナショナル魔法瓶工業）とノーシン（荒川長太郎合名会社＝現・アラクス）の提供で放送されていたが、1969年10月以降はエヴェレストヂャーの単独提供で放送されていた。

## 当番組のカラー放送について
当番組は当初はモノクロ放送だったが、放送開始から4か月余後の1968年8月12日又は26日から、原則として毎回カラー放送を開始した。しかし、地方の公開収録に於いて、制作協力局がカラー中継車を所有していない場合や、それを所有していても同中継車が他の番組が使用している為に使えない場合は、モノクロ放送となった。これは、翌1969年開始の日本テレビ系の番組『おくにじまん日本一』や、1970年開始の『全日本歌謡選手権』等でも同様だった。

## 放送時間
いずれも日本標準時。
- 月曜 19:30 - 20:00 （1968年4月1日 - 1969年12月29日）
- 火曜 19:30 - 20:00 （1970年1月6日 - 1970年6月30日）

## ネット局
特記の無い限り全て同時ネット。
- 読売テレビ（制作局）
- 日本テレビ
- 札幌テレビ[7]
- 青森放送[8]
- 秋田放送：水曜 18:00 - 18:30[8]
- 山形放送[9]
- 仙台放送[10]
- 北日本放送（1969年時点）[11]
- 信越放送：月曜 18:00 - 18:30[12]
- 山梨放送：金曜 18:00 - 18:30[13]
- 静岡放送：火曜 12:15 - 12:45[14]
- 名古屋テレビ（1969年時点）[11]
- 日本海テレビ[15]
- 西日本放送[16]
- 広島テレビ：日曜 18:00 - 18:30[16]
- 山口放送[17]
- 四国放送：日曜 18:00 - 18:30[18]
- 南海放送：木曜 12:15 - 12:45（1968年9月時点）[17] → 金曜 18:00 - 18:30（1969年11月時点）[19]
- 高知放送[17]
- 福岡放送（1969年4月開局時から）[20]
- 熊本放送：金曜 18:00 - 18:30[21]
- 南日本放送：火曜 12:15 - 12:45[22]

## 最終回
最終回の収録は、大阪府の堺市民会館で行われた。美川憲一、青空千夜・一夜、古都清乃らがゲスト出演し、司会のトニーは『アベック歌合戦』の初回で着ていた燕尾服を着て登場した。そして番組の収録後には、読売テレビから約8年間の労いとしてヨーロッパ旅行を贈られた。
この時にトニーは「もう、テレビではソロバンは使わない」と宣言し、レギュラー審査員の一人の川上のぼるにソロバンとソロバンの芸を譲ったが、その後もトニーはテレビに出るたびにソロバン芸をしていたので意味を成さなかった。